# Steve Jobs
Steven Paul (Steve) Jobs (San Francisco, 24 februari 1955 – Palo Alto, Californië, 5 oktober 2011) was de medeoprichter en topman van Apple (vroeger Apple Computer) en behoorde tot de raad van bestuur van Pixar Animation Studios. Na de overname van Pixar door Disney werd Jobs lid van de raad van bestuur van het bedrijf. Hoewel hij een symbolisch salaris van één dollar per jaar verdiende, was hij met aandeleninkomsten van 646,6 miljoen dollar de meestverdienende directeur van 2006 in de VS.
Jobs mag worden beschouwd als een van de pioniers van de consumenten-computerindustrie. Belangrijkste 'wapenfeiten' in dit verband zijn de Apple Macintosh (1984), de iPod (2001) en de iPhone (2007).
De Lisa (1983) en de Macintosh waren de eerste personal computers met grafische interface, een concept dat ze bij Xerox hadden gezien. Dit concept zou al spoedig navolging krijgen door Microsoft (Windows), Commodore (Amiga) en Atari.
Nadat hij bij Xerox op het Palo Alto Research Center (PARC) een demonstratie zag van de grafische gebruikersomgeving met vensters en muis, nam hij deze interface op in de Apple Lisa, die erg duur was en slecht verkocht en vrij snel opgevolgd werd door de Apple Macintosh. Hij was verder ook de drijvende kracht achter de ontwikkeling van besturingssysteem OS X, gebaseerd op het bij Bell Labs ontwikkelde Unix.

## Levensloop
Steve Jobs was de zoon van een onderwijsassistent aan de universiteit van Wisconsin en een student aan diezelfde instelling die toen nog niet met elkaar gehuwd waren. Zijn vader kwam uit Syrië, de stad Homs, zijn moeder was Amerikaans. Ze besloten de baby af te staan voor adoptie omdat de ouders van de moeder geen toestemming gaven voor een huwelijk. De baby werd geadopteerd door het echtpaar Jobs uit Mountain View, die hem Steven Paul noemden.
Later trouwden zijn biologische ouders alsnog en kregen een dochter, Mona. Met de hulp van privédetectives slaagde Jobs er in 1986 in zijn biologische moeder op te sporen, en zo ontdekte hij dat hij een zuster had. Mona Simpson (ze draagt de familienaam van de tweede echtgenoot van haar moeder) is een romanschrijfster en heeft later haar roman A Regular Guy gebaseerd op de persoon van haar broer. Haar latere echtgenoot Richard Appel schreef mee aan de televisieserie The Simpsons en noemde het personage Mona Simpson naar zijn vrouw. Daarna vonden broer en zus uit wie hun biologische vader was; Abdulfattah "John" Jandali.
Jobs leerde Steve Wozniak kennen, met wie hij ook na de middelbare school bevriend bleef. Jobs werkte aanvankelijk voor Atari, maar richtte op 3 januari 1977 Apple Computer op, samen met Wozniak en Ronald Wayne die hij bij Atari had leren kennen. Wayne trad korte tijd later terug. Jobs haalde in 1983 de Pepsi-manager John Sculley over om bij Apple te komen werken, en leidde de ontwikkeling van de Macintosh.
Op 17 mei 1978 beviel zijn vriendin van hun dochter Lisa Brennan-Jobs.
In 1985 verliet Jobs Apple, nadat de raad van bestuur hem verbood nog een leidinggevende functie te bekleden in het bedrijf. Hij werd opgevolgd door Sculley, en startte het computerbedrijf NeXT. Net als Apple bracht NeXT gesloten hardware op de markt, maar het op BSD gebaseerde NeXTStep-besturingssysteem was zijn tijd ver vooruit. Na een overname van NeXT door Apple werd Jobs in de zomer van 1997 interim CEO (iCEO) van Apple, nadat de CEO Gil Amelio was ontslagen. Later werd hij definitief benoemd tot CEO van Apple met een loon van één dollar. Vanzelfsprekend zorgde hij ervoor dat zijn oude bedrijf NeXT een plaatsje vond binnen Apple. Na zijn terugkeer voerde hij een drastische reorganisatie door. Dit had met name gevolgen voor het management, maar Jobs schrapte ook een groot aantal projecten, waaronder de pda Apple Newton en Apple stopte met het verstrekken van licenties op Mac-software aan fabrikanten van klooncomputers (zie UMAX).

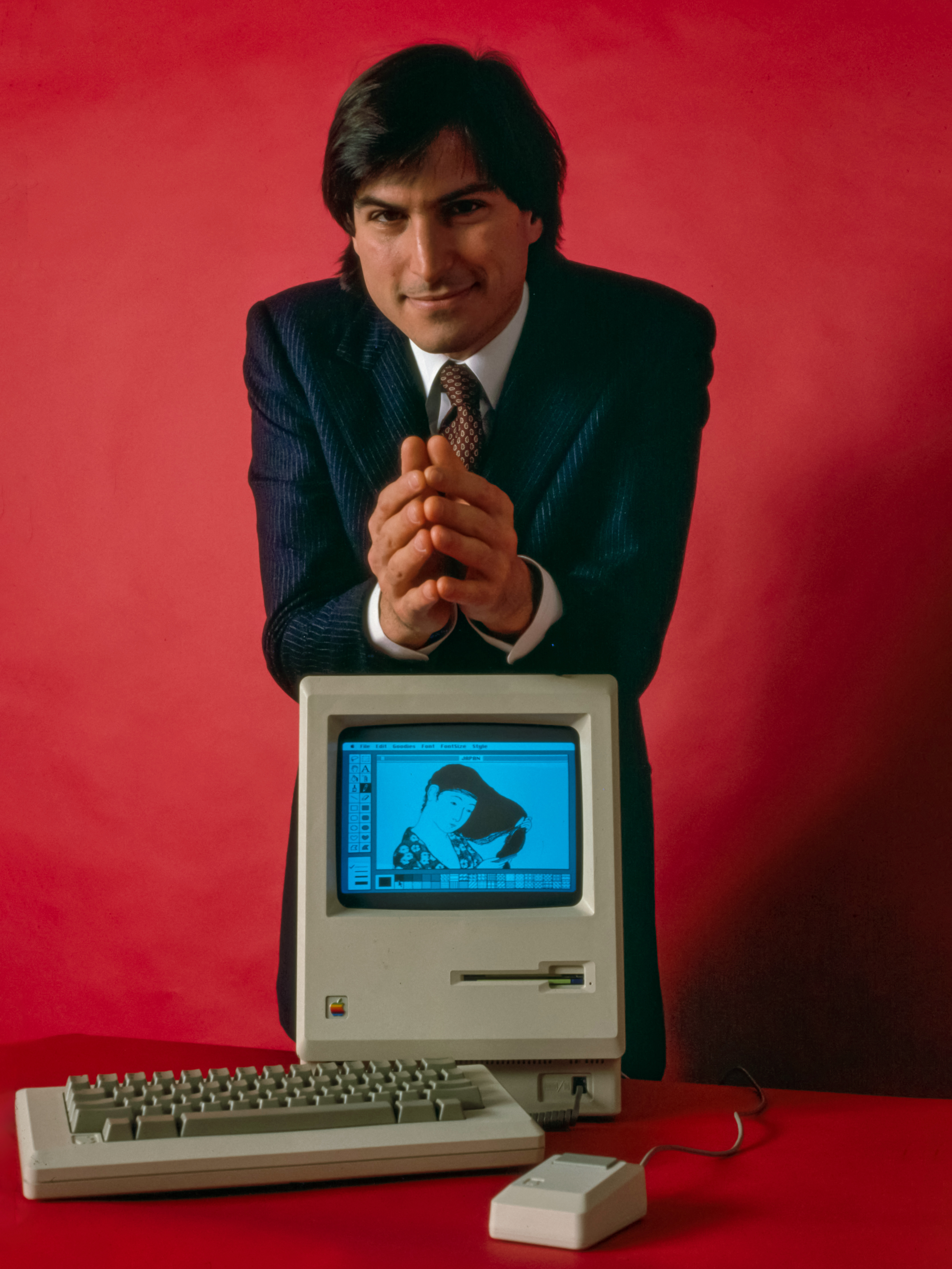
Steve Jobs in 1984 met een Apple Macintosh computer

Jobs stond bekend om zijn creativiteit en zijn uitstekende oog voor het selecteren van de juiste mensen. Hij had zijn eigen voorkeuren en bemoeide zich als CEO niet alleen met de grote lijnen, maar ook met de details van een product, tot en met de verpakking van het kleinste onderdeel. Door zijn ondergeschikten werd zijn bemoeienis en overtuigingskracht weleens als reality distortion field omschreven. Hij had de laatste 10 jaar bij marketing- en PR evenementen zijn eigen kledingstijl – een spijkerbroek en een zwarte coltrui.
In oktober 1989 ontmoette hij Laurene Powell, een in 1963 geboren studente die een lezing van hem bijwoonde aan de Stanford Business School. Ze trouwden op 18 maart 1991 in de Ahwahnee Lodge in Yosemite National Park, toen Laurene al zwanger was van hun zoon Reed. Ze gingen in Palo Alto wonen en kregen later nog twee dochters, Erin en Eve.
Jobs kwam in februari 2007 met het idee om een Wiki-achtig systeem te ontwikkelen, specifiek voor gebruik op school, dat constant kan worden bijgewerkt. Het zou schoolboeken overbodig maken. Dit systeem onder de naam iTunes U – de U staat voor University (Nederlands: Universiteit) – is te bereiken via de Apple iTunes Store. Jobs was van mening dat digitale schoolboeken veel actueler en boeiender zijn dan het traditionele lesmateriaal. Hij hoopte dat een aantal grote Amerikaanse denkers daaraan wilde meewerken.
Een bijzondere eigenschap van Jobs was de manier waarop hij de nieuwste ontwikkelingen binnen het Apple-concern bekendmaakte. Dit deed hij tijdens zijn keynote-speeches, de zogenaamde Stevenotes, die hij gaf op evenementen zoals de Apple Expo, MacWorld Expo, de Worldwide Developers Conferences en andere persconferenties. Tijdens deze speeches wist Jobs zijn publiek op geheel eigen wijze te boeien. Doorgaans sloot hij af door het podium te verlaten en weer terug te komen met zijn beroemde uitspraak "One more thing...", waarna hij een nieuw product lanceerde. Onder andere de MacBook Pro (de eerste Intel-gebaseerde computer van Apple), de iPod met videofunctie, de iTunes WiFi Store, FaceTime en de MacBook Air (2010) zijn als 'One More Thing' geïntroduceerd.

### Ziekte en overlijden
Hij onderging in augustus 2004 een operatie waarbij een tumor in zijn alvleesklier werd verwijderd. Hij had een zeer zeldzame vorm van alvleesklierkanker en wilde genezen zonder chemotherapie of bestraling te ondergaan. In september 2004 ging hij weer aan het werk.
Op 16 december 2008 maakte Apple bekend dat Jobs niet zou spreken op de Macworld Conference & Expo van januari 2009, en dat het bedrijf zich na 2009 van het jaarlijks gehouden evenement zou terugtrekken. Dit leidde tot speculaties over de gezondheid van Jobs, en het aandeel van Apple daalde in waarde.
Op 5 januari 2009 maakte Jobs met een open brief op de website van Apple een einde aan de geruchten. Hij schreef dat uit onderzoek was gebleken dat hij leed aan een hormoonstoornis, waardoor hij sterk was afgevallen. De aandoening is eenvoudig te behandelen, meldde Jobs. In een begeleidende verklaring van de Apple-directie weersprak het bedrijf geruchten dat Jobs zou willen opstappen.
Op 14 januari 2009 liet Jobs via een e-mail aan het personeel van Apple weten dat zijn gezondheidsproblemen complexer waren dan hij aanvankelijk dacht en dat hij verlof nam tot eind juni 2009. Op 29 juni 2009 hervatte Jobs het werk, na een levertransplantatie ruim twee maanden eerder in Memphis.
Op 17 januari 2011 schreef Jobs via een e-mail aan het personeel van Apple dat hij zich wederom om medische redenen terugtrok uit het bedrijf. In de e-mail stond dat hij zo spoedig mogelijk wilde terugkeren en dat hij, ondanks zijn afwezigheid, betrokken bleef bij de strategische beslissingen van Apple en dat hij zou aanblijven als CEO. De dagelijkse leiding droeg hij over aan Tim Cook.

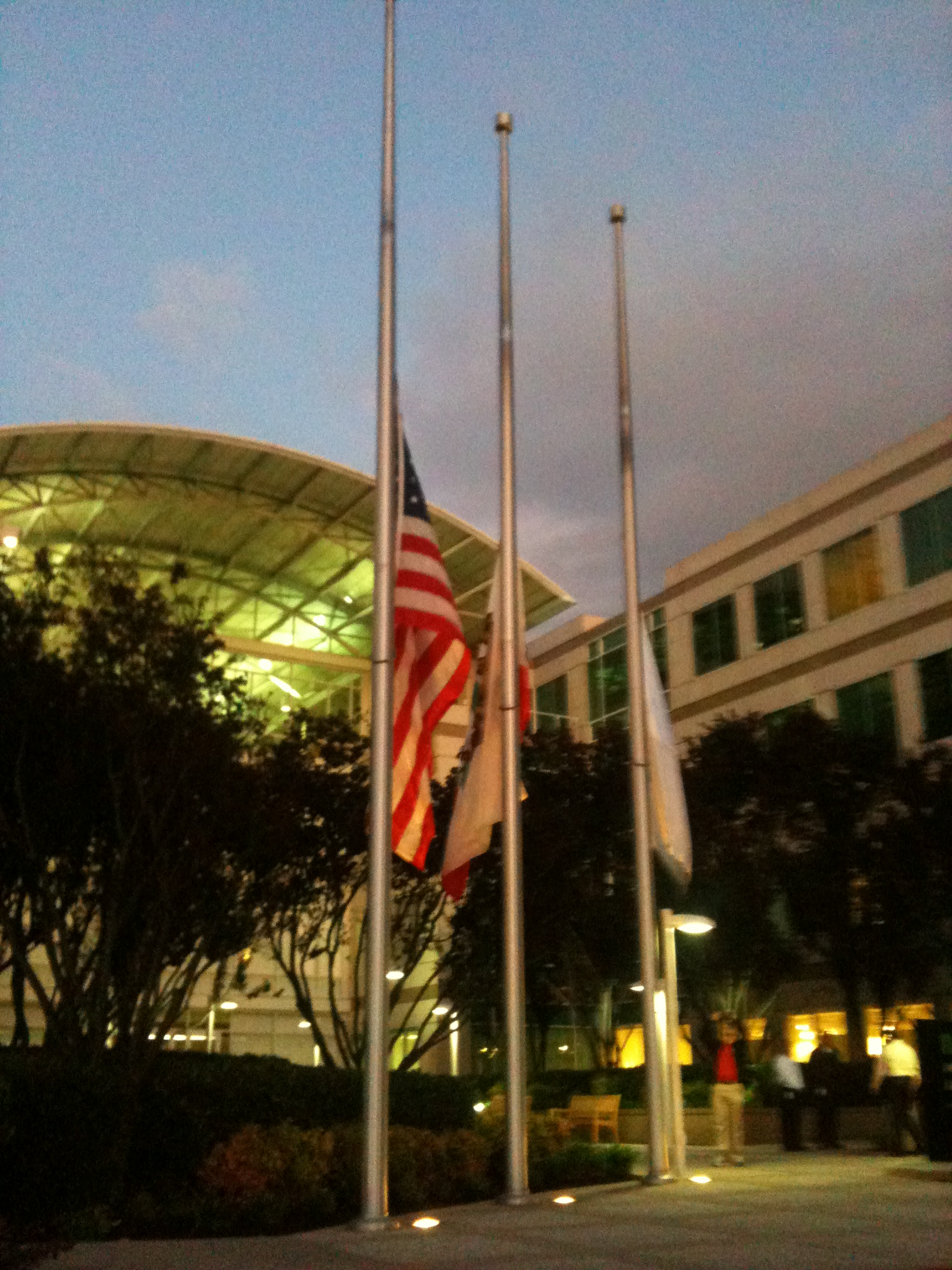
Vlaggen halfstok bij het hoofdkantoor van Apple op de avond van 5 oktober 2011.

Op 24 augustus 2011 kondigde Jobs via een brief aan het personeel en de wereld aan dat hij niet langer aan de eisen die aan een CEO worden gesteld kon voldoen en dat hij zijn functie als CEO per direct neerlegde. Hij gaf aan, als de directie daarmee zou instemmen, wel in een andere functie te willen aanblijven. Zijn functie werd overgenomen door voormalig COO (Chief Operating Officer) Tim Cook, zo stond in de brief.
Op 5 oktober 2011 berichtte de directie van Apple dat Steve Jobs die dag was overleden aan alvleesklierkanker.
Hij liet zijn vrouw, hun drie kinderen en een dochter uit een vorige relatie achter. In 2005, zei hij nog in een interview over zijn gezin: “That was one of the things that came out most clearly from this whole experience [with cancer]. I realized that I love my life. I really do. I've got the greatest family in the world, and I've got my work. And that's pretty much all I do. I don't socialize much or go to conferences. I love my family, and I love running Apple, and I love Pixar. And I get to do that. I'm very lucky.”

## Trivia
Steve Jobs was ten tijde van de oprichting van Apple fruitariër. Naar eigen zeggen kwam hij zo op het idee de firma 'Apple' te noemen. Later is hij pescotariër geworden.

## In andere media

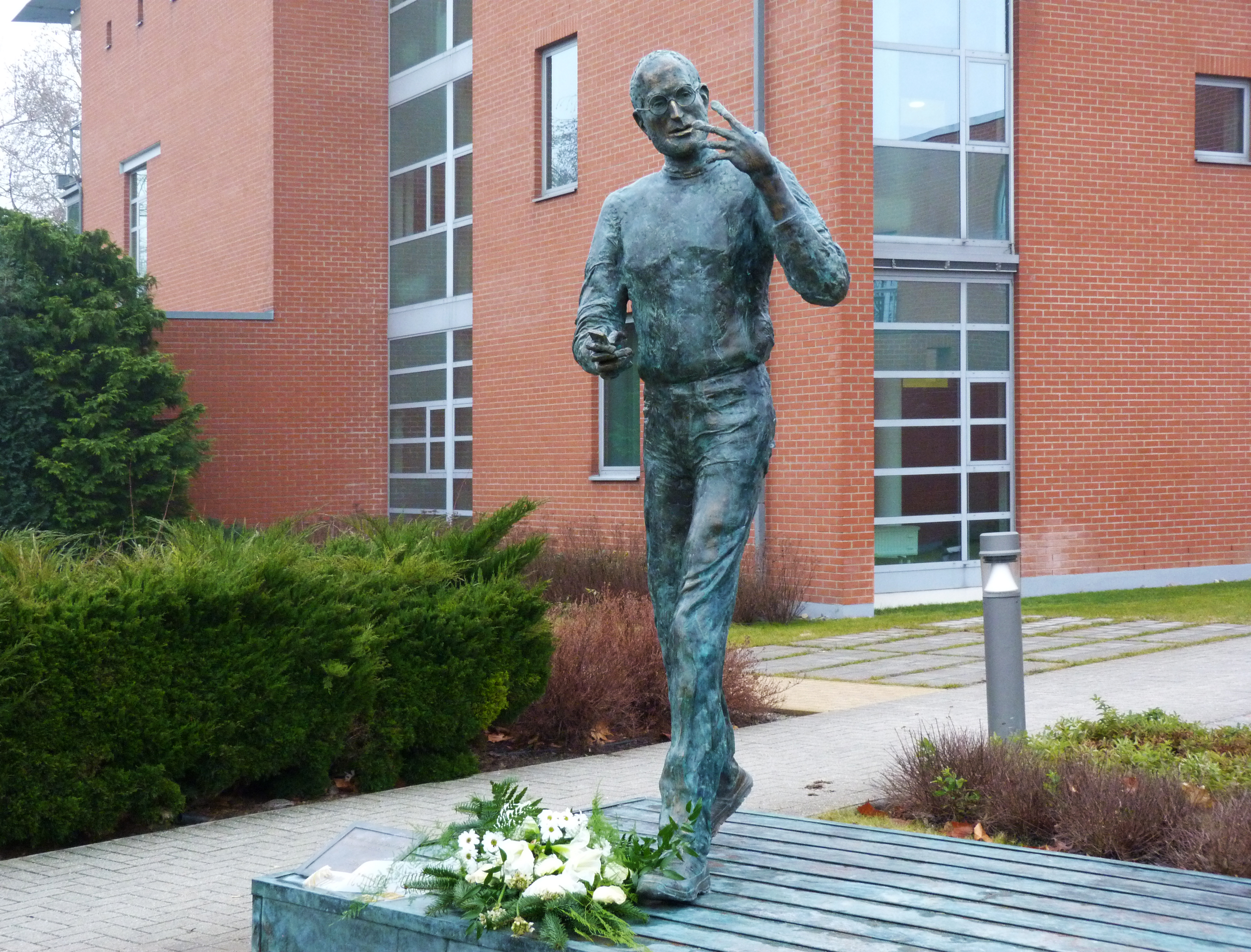
Standbeeld van Jobs in het Graphisoft Park (Boedapest). 21 december 2011 onthuld.

### Boeken
- The Little Kingdom, boek van Michael Moritz over de oprichting van destijds Apple Computer.
- iCon, een onofficiële biografie van Jobs. Omdat het boek door uitgeverij John Wiley & Sons zonder toestemming van Jobs was gepubliceerd, liet Jobs als represaille de verkoop van alle boeken van deze uitgeverij in de Apple Stores stopzetten.
- iWoz, een boek van Steve Wozniak uit 2006. Hoewel het een autobiografie is van Wozniak, bevat het boek veel informatie over het leven van Jobs en zijn werk bij Apple.
- The Steve Jobs Way: iLeadership for a New Generation, geschreven door Jay Elliot, voormalig senior vicepresident bij Apple.
- Steve Jobs, de officiële biografie door Walter Isaacson. verscheen op 24 oktober 2011 bij uitgeverij Simon & Schuster.[13]
- The Zen of Steve Jobs, een striproman over de relatie tussen Jobs and Kobun Chino Otogawa.
- La carte et le territoire (2010), roman van Michel Houellebecq over een fictieve Franse kunstschilder, wiens werk plotseling explosief in waarde stijgt. Zijn duurste werk is getiteld Bill Gates en Steve Jobs bespreken de toekomst van de informatica, met als ondertitel Het Palo Alto-gesprek. Dit fictieve schilderij werd later door de illustrator Stéphane Manel gevisualiseerd en onder andere gebruikt voor de omslag van een boekje over La carte et le territoire.[14]

### Documentaires
- The Machine That Changed the World, deel 3 van een vijfdelige documentaire uit 1992.
- Triumph of the Nerds, een driedelige documentaire over de opkomst van de computer.
- Nerds 2.0.1, een vervolg op Triumph of the Nerds over het internet.
- iGenius: How Steve Jobs Changed the World, een documentaire van Discovery Channel uit 2011 gepresenteerd door Adam Savage en Jamie Hyneman.
- Steve Jobs: One Last Thing, een door Pioneer Productions geproduceerde documentaire uit 2011. In het Verenigd Koninkrijk uitgezonden onder Steve Jobs: iChanged the World.

### Films
- Steve Jobs, een verfilming van de biografie van Jobs door Walter Isaacson. De film werd geschreven door scenarist Aaron Sorkin, bekend van The Social Network (2010) en de tv-serie The Newsroom. Regisseur is Danny Boyle, Jobs wordt neergezet door Michael Fassbender.[15]
- Jobs, een film uit 2013 van Joshua Michael Stern met Ashton Kutcher in de hoofdrol.
- Pirates of Silicon Valley, een film uit 1999 over de rivaliteit tussen Apple en Microsoft van 1970 tot 1997. Jobs wordt gespeeld door acteur Noah Wyle.